# Selección de fútbol de Tamil Eelam
La Selección de Fútbol de Tamil Eelam es el equipo representativo de Tamil Eelam, el cual consiste de jugadores amateurs y semiprofesionales de los tamiles de Sri Lanka radicados en Canadá, Reino Unido y Suiza. Fue establecido en el año 2012 por la Asociación de Fútbol de Tamil Eelam, la cual fue así mismo establecida por la Global Tamil Youth League el 8 de abril del 2012.
La Asociación de Fútbol de Tamil Eelam está afiliada a la ConIFA, una asociación compuesta por asociaciones que no pertenecen a la FIFA, por lo que no pueden jugar en la Copa Mundial de la FIFA ni en la Copa AFC, así como no está afiliado a la AFC.
Desde junio de 2020 Tamil Eelam es miembro de la World Unity Football Alliance (WUFA).
El equipo hizo su debut internacional en la Copa Mundial VIVA 2012 en Kurdistán y en julio del 2012 aparecía en el puesto 53 en el Ranking de la NF-Board.

## Participaciones en competiciones
| Año                              | Posición                         | PJ                               | PG                               | PE                               | PP                               | GF                               | GC                               |
| Copa Mundial de Fútbol de ConIFA | Copa Mundial de Fútbol de ConIFA | Copa Mundial de Fútbol de ConIFA | Copa Mundial de Fútbol de ConIFA | Copa Mundial de Fútbol de ConIFA | Copa Mundial de Fútbol de ConIFA | Copa Mundial de Fútbol de ConIFA | Copa Mundial de Fútbol de ConIFA |
| -------------------------------- | -------------------------------- | -------------------------------- | -------------------------------- | -------------------------------- | -------------------------------- | -------------------------------- | -------------------------------- |
| 2014                             | 11.º                             | 4                                | 1                                | 0                                | 3                                | 12                               | 15                               |
| 2016                             | No calificó                      | No calificó                      | No calificó                      | No calificó                      | No calificó                      | No calificó                      | No calificó                      |
| 2018                             | 14.º                             | 6                                | 1                                | 0                                | 5                                | 4                                | 22                               |
| 2020                             | Evento cancelado                 | Evento cancelado                 | Evento cancelado                 | Evento cancelado                 | Evento cancelado                 | Evento cancelado                 | Evento cancelado                 |
| Total                            | Mejor: 11º                       | 10                               | 2                                | 0                                | 8                                | 16                               | 37                               |

| Año               | Posición          | PJ                | PG                | PE                | PP                | GF                | GC                |
| Copa Mundial VIVA | Copa Mundial VIVA | Copa Mundial VIVA | Copa Mundial VIVA | Copa Mundial VIVA | Copa Mundial VIVA | Copa Mundial VIVA | Copa Mundial VIVA |
| ----------------- | ----------------- | ----------------- | ----------------- | ----------------- | ----------------- | ----------------- | ----------------- |
| 2006              | No participó      | No participó      | No participó      | No participó      | No participó      | No participó      | No participó      |
| 2008              | No participó      | No participó      | No participó      | No participó      | No participó      | No participó      | No participó      |
| 2009              | No participó      | No participó      | No participó      | No participó      | No participó      | No participó      | No participó      |
| 2010              | No participó      | No participó      | No participó      | No participó      | No participó      | No participó      | No participó      |
| 2012              | 7.º               | 4                 | 1                 | 0                 | 3                 | 4                 | 11                |
| Total             | Mejor: 7º         | 4                 | 1                 | 0                 | 3                 | 4                 | 11                |

| Año                           | Posición                      | PJ                            | PG                            | PE                            | PP                            | GF                            | GC                            |
| Copa Asia de Fútbol de ConIFA | Copa Asia de Fútbol de ConIFA | Copa Asia de Fútbol de ConIFA | Copa Asia de Fútbol de ConIFA | Copa Asia de Fútbol de ConIFA | Copa Asia de Fútbol de ConIFA | Copa Asia de Fútbol de ConIFA | Copa Asia de Fútbol de ConIFA |
| ----------------------------- | ----------------------------- | ----------------------------- | ----------------------------- | ----------------------------- | ----------------------------- | ----------------------------- | ----------------------------- |
| 2023                          | 1º                            | 3                             | 3                             | 0                             | 0                             | 9                             | 2                             |
| Total                         | Mejor: 1º                     | 3                             | 3                             | 0                             | 0                             | 9                             | 2                             |

## Partidos

### Copa Mundial VIVA
| Fecha              | Recinto               | Lugar | Local       | Res. | Visitante   |
| ------------------ | --------------------- | ----- | ----------- | ---- | ----------- |
| 5 de junio de 2012 | Estadio Franso Hariri | Erbil | Recia       | 1:0  | Tamil Eelam |
| 6 de junio de 2012 | Estadio Franso Hariri | Erbil | Tamil Eelam | 0:3  | Zanzíbar    |
| 7 de junio de 2012 | Estadio Franso Hariri | Erbil | Occitania   | 7:0  | Tamil Eelam |
| 9 de junio de 2012 | Estadio Franso Hariri | Erbil | Tamil Eelam | 4:0  | Recia       |

### Tynwald Hill International Football Tournament
| Fecha              | Recinto        | Lugar     | Local       | Res. | Visitante |
| ------------------ | -------------- | --------- | ----------- | ---- | --------- |
| 4 de julio de 2013 | Mullen e Cloie | St John's | Tamil Eelam | 5:3  | Sealand   |
| 6 de julio de 2013 | Mullen e Cloie | St John's | Tamil Eelam | 0:5  | Occitania |
| 7 de julio de 2013 | Mullen e Cloie | St John's | Tamil Eelam | 5:0  | Recia     |

### Copa Mundial de ConIFA
| Fecha              | Recinto                 | Lugar       | Local          | Res. | Visitante     |
| ------------------ | ----------------------- | ----------- | -------------- | ---- | ------------- |
| 2 de junio de 2014 | Jämtkraft Arena         | Östersund   | Tamil Eelam    | 0:2  | Pueblo Arameo |
| 3 de junio de 2014 | Jämtkraft Arena         | Östersund   | Tamil Eelam    | 0:9  | Kurdistán     |
| 5 de junio de 2014 | Jämtkraft Arena         | Östersund   | Tamil Eelam    | 2:4  | Laponia       |
| 7 de junio de 2014 | Jämtkraft Arena         | Östersund   | Tamil Eelam    | 10:0 | Darfur        |
| 31 de mayo de 2018 | Hayes Lane              | Bromley     | Barāwe         | 4:0  | Tamil Eelam   |
| 2 de junio de 2018 | Colston Avenue          | Carshalton  | Ellan Vannin   | 2:0  | Tamil Eelam   |
| 3 de junio de 2018 | St Paul's Sports Ground | Rotherhithe | Tamil Eelam    | 0:6  | Cascadia      |
| 5 de junio de 2018 | Parkside                | Aveley      | Abjasia        | 6:0  | Tamil Eelam   |
| 7 de junio de 2018 | Gander Green Lane       | Sutton      | Tamil Eelam    | 4:3  | Tuvalu        |
| 9 de junio de 2018 | Parkside                | Aveley      | Matabelelandia | 1;0  | Tamil Eelam   |

### Copa Asia de Fútbol de ConIFA
| Fecha               | Recinto                     | Lugar     | Local       | Res. | Visitante |
| ------------------- | --------------------------- | --------- | ----------- | ---- | --------- |
| 4 de agosto de 2023 | CGD Stadium Aurelio Pereira | Alcochete | Tamil Eelam | 3:0  | Hmong     |
| 6 de agosto de 2023 | CGD Stadium Aurelio Pereira | Alcochete | Tamil Eelam | 3:1  | Tíbet     |
| 8 de agosto de 2023 | CGD Stadium Aurelio Pereira | Alcochete | Tamil Eelam | 3:1  | Hmong     |

### World Unity Cup 2016
| Fecha                | Recinto           | Lugar  | Local        | Res. | Visitante   |
| -------------------- | ----------------- | ------ | ------------ | ---- | ----------- |
| 25 de agosto de 2016 | Gander Green Lane | Sutton | Barāwe       | 0:5  | Tamil Eelam |
| 28 de agosto de 2016 | Gander Green Lane | Sutton | Islas Chagos | 1:5  | Tamil Eelam |

### ConIFA Challenge Cup
| Fecha               | Recinto            | Lugar     | Local       | Res. | Visitante     |
| ------------------- | ------------------ | --------- | ----------- | ---- | ------------- |
| 13 de marzo de 2016 | Stadion Reinshagen | Remscheid | Tamil Eelam | 4-1  | Pueblo Gitano |

### Amistosos
| Fecha                 | Recinto          | Lugar      |             | Rival                | Res. |
| --------------------- | ---------------- | ---------- | ----------- | -------------------- | ---- |
| 4 de marzo de 2018    | Meadow Lane      | Nottingham | Tamil Eelam | Corea del Sur sub-23 | 1-4  |
| 10 de octubre de 2019 | Ingfield Stadium | Ossett     | Tamil Eelam | Yorkshire            | 2-1  |
| 21 de octubre de 2019 |                  | La Haya    | Tamil Eelam | Papúa Occidental     | 10-2 |

### Clasificación a laCopa Mundial de Fútbol de ConIFA de 2020
| Fecha                   | Recinto           | Lugar |             | Rival               | Res. |
| ----------------------- | ----------------- | ----- | ----------- | ------------------- | ---- |
| 14 de diciembre de 2019 | Stade Salif Keida | Cergy | Tamil Eelam | Turquestán Oriental | 5-0  |